# Mistrzostwa Świata w Kolarstwie Torowym 1984
81. Mistrzostwa Świata w Kolarstwie Torowym 1984 odbyły się w Barcelonie w sierpniu 1984 roku.  W tym samym roku odbywały się także igrzyska olimpijskie w Los Angeles, więc w programie mistrzostw znalazły się tylko konkurencje nieolimpijskie: sprint i wyścig na dochodzenie dla kobiet, a dla mężczyzn: sprint zawodowców, wyścig na dochodzenie zawodowców, wyścig ze startu zatrzymanego zarówno dla zawodowców jak i amatorów, keirin,  wyścig tandemów, wyścig punktowy zawodowców oraz derny.

## Medaliści

### Kobiety
| Konkurencja                         | Złoto             | Srebro        | Brąz              |
| ----------------------------------- | ----------------- | ------------- | ----------------- |
| 3000 m indywidualnie na dochodzenie | Rebecca Twigg     | Jeannie Longo | Rossella Galbiati |
| sprint indywidualny                 | Connie Paraskevin | Erika Salumäe | Zhou Suying       |

### Mężczyźni
| Konkurencja                              | Złoto                                 | Srebro                                    | Brąz                                    |
| ---------------------------------------- | ------------------------------------- | ----------------------------------------- | --------------------------------------- |
| wyścig punktowy zawodowców               | Urs Freuler                           | Gary Sutton                               | Henry Rinklin                           |
| wyścig ze startu zatrzymanego zawodowców | Horst Schütz                          | Max Hürzeler                              | Constant Tourné                         |
| wyścig ze startu zatrzymanego amatorów   | Jan de Nijs                           | Roberto Dotti                             | Ralf Stambula                           |
| indywidualnie na dochodzenie zawodowców  | Hans-Henrik Ørsted                    | Anthony Doyle                             | Jean-Luc Vandenbroucke                  |
| keirin                                   | Robert Dill-Bundi                     | Ottavio Dazzan                            | Urs Freuler                             |
| tandemy                                  | RFN · Frank Weber · Hans-Jürgen Greil | Francja · Philippe Vernet · Franck Dépine | Włochy · Vincenzo Ceci · Gabriele Sella |
| sprint indywidualny zawodowców           | Kōichi Nakano                         | Ottavio Dazzan                            | Yavé Cahard                             |
| Derny                                    | Danny Clark                           | Constant Tourné                           | Henry Rinklin                           |

## Klasyfikacja medalowa
| Miejsce | Państwo           |   |   |   | Razem |
| ------- | ----------------- | - | - | - | ----- |
| 1.      | Szwajcaria        | 2 | 1 | 1 | 4     |
| 2.      | RFN               | 2 | 0 | 3 | 5     |
| 3.      | Stany Zjednoczone | 2 | 0 | 0 | 2     |
| 4.      | Australia         | 1 | 1 | 0 | 2     |
| 5.      | Dania             | 1 | 0 | 0 | 1     |
|         | Holandia          | 1 | 0 | 0 | 1     |
|         | Japonia           | 1 | 0 | 0 | 1     |
| 8.      | Włochy            | 0 | 3 | 2 | 5     |
| 9.      | Francja           | 0 | 2 | 1 | 3     |
| 10.     | Belgia            | 0 | 1 | 2 | 3     |
| 11.     | Wielka Brytania   | 0 | 1 | 0 | 1     |
|         | ZSRR              | 0 | 1 | 0 | 1     |
| 13.     | Chiny             | 0 | 0 | 1 | 1     |